# 三輪秀一

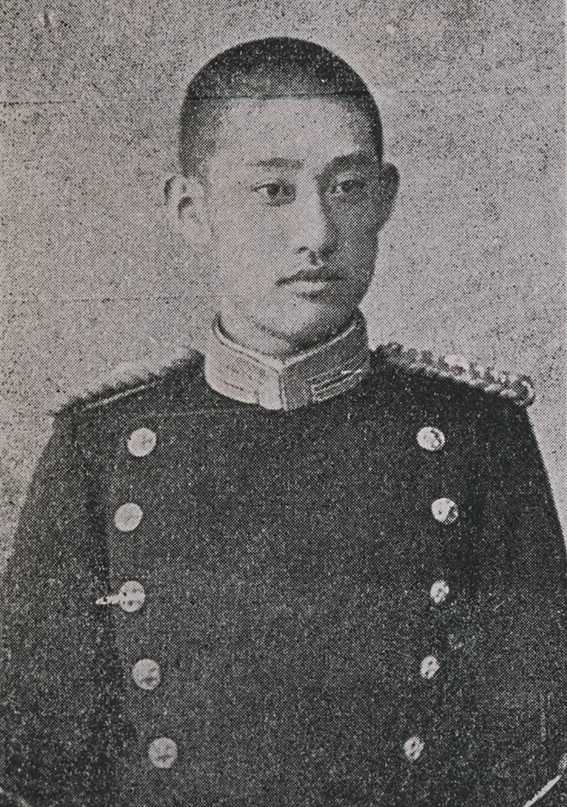
三輪 秀一 （1900年）

三輪 秀一（日語：みわ ひでいち、1873年（明治6年）10月10日 - 1921年（大正10年）7月26日）為日本陸軍軍人。於擔任第11師團參謀長時，在西伯利亞出兵之際戰死。階級陸軍少將、授予功四級勳章。妻子為仁田原重行陸軍將的女兒。

## 經歷
山口縣出身的三輪，入學陸軍士官学校、1896年（明治29年）11月26日士官候補生第8期畢業。1897年（明治30年）6月28日任官陸軍步兵少尉。同期同學有軍事參議官兼教育總監渡邊錠太郎大將・内閣總理大臣林銑十郎大將等人。
中尉進級後的1903年（明治36年）8月3日入學陸軍大學校，三輪屬於第20期生，於日俄戰爭期1904年（明治37年）2月9日暫時中退，1906年（明治39年）3月20日復學。1908年（明治41年）11月30日陸大畢業，任官大尉。之後累進升至步兵尉校官。1918年（大正7年）7月24日進級陸軍大佐，隨著擔任步兵第4連隊長。
1920年（大正9年）2月21日、擔任第11師團參謀長，參與西伯利亞出兵。1921年（大正10年）7月、在外貝加爾山脈方面作戰中戰死，同日進級陸軍少將。